# Microtendipes britteni
Microtendipes britteni är en tvåvingeart som först beskrevs av Edwards 1929.  Microtendipes britteni ingår i släktet Microtendipes och familjen fjädermyggor. Arten är reproducerande i Sverige. Inga underarter finns listade i Catalogue of Life.